# José González Márquez
José  González Márquez (Puebla, México, 16 de julio de 1934) es un locutor y actor mexicano, más conocido por trabajar por años en radio Educación y en la cadena TV Azteca. Ha actuado con estrellas como Salvador Pineda,  Héctor Bonilla, Gonzalo Vega, Martha Mariana Castro, Marta Verduzco, Mauricio Islas y Víctor Huggo Martín, entre otros.

## Carrera
En 1965 estudia teatro. Debutó como actor en el cortometraje Señor Don Quijote. En 1984 participa en Sí, mi amor, donde interpretó al Notario Salamanca. Ese mismo año participa en Figuras de la pasión, donde interpretó al Narrador de la película. Participa en el mini-documental Huelga, como el mismo.
En el año 1998 participa en Tres veces Sofía, donde interpretó a Alberto Solís. Le siguen La chacala, La vida en el espejo y Besos prohibidos en 1999.
En 2001 participa en Cuando seas mía donde interpretó a Lorenzo Sánchez Sambrano. En 2004 participa en Soñarás como Manolo. Le siguen las películas Bodas de odio y El maestro prodigioso. Su más reciente participación Vivir a destiempo, donde interpreta a Félix Delgado, actuando al lado de Edith González, Ramiro Fumazoni, Humberto Zurita, Andrea Noli, Verónica Merchant, Juan Manuel Bernal y Marta Verduzco.

## Trayectoria
En Televisión:
- Siempre tuya Acapulco (2014) - Don Juventino Pérez
- Vivir a destiempo (2013) - Félix Delgado
- Soñarás (2004) - Manolo
- Cuando seas mía (2001-2002) - Lorenzo Sánchez Serrano
- Besos prohibidos (1999-2000) - Don Ricardo 'Nica'
- La vida en el espejo (1999-2000) - Gustavo
- Tres veces Sofía (1998-1999) - Don Alberto 'Don Beto' Solís
- La chacala (1997-1998) - Obispo
- Sí, mi amor (1984) - Notario Salamanca

En Cine:
- El maestro prodigioso (2010)
- Bodas de odio (2005) - Tío Armando
- Figuras de la pasión (1984) - Narrador